# Steinbruch am Schrandelberg bei Langenaltheim
Steinbruch am Schrandelberg bei Langenaltheim este o arie protejată (arie specială de conservare — SAC, sit de importanță comunitară — SCI) din Germania întinsă pe o suprafață de 13,75 ha, integral pe uscat.

## Localizare
Centrul sitului Steinbruch am Schrandelberg bei Langenaltheim este situat la coordonatele 48°52′59″N 10°56′25″E / 48.8831°N 10.9403°E.

## Înființare
Situl Steinbruch am Schrandelberg bei Langenaltheim a fost declarat sit de importanță comunitară în noiembrie 2004 pentru a proteja 1 specie de animale. Situl a fost protejat și ca arie specială de conservare în aprilie 2016.

## Biodiversitate
Situată în ecoregiunea continentală, aria protejată conține 1 habitat natural: Păduri de fag din Europa Centrală dezvoltate pe sol calcaros cu Cephalanthero-Fagion.
La baza desemnării sitului se află o specie protejată de  amfibieni: izvoraș-cu-burta-galbenă (Bombina variegata).